# Svatý Charalambos
Svatý Charalambos (řecky Άγιος Χαράλαμπος, někdy také uváděný jako Charalampos, Charalampus, Haralampus, Haralampos, Haralabos nebo Haralambos) byl prvokřesťanským biskupem v Magnézii, což byla v té době prefektura Římské říše v Malé Asii. Jeho jméno Χαράλαμπος znamená v řečtině zařící radostí. Žil za vlády Septima Severa (193–211), v době kdy byl prokonzulem Magnézie Lucian. Podle tradice byl roku 202, když byl umučen, stár 113 let.

## Život a umučení
Svatý Charalambos byl biskupem (nebo knězem, podle řeckých zdrojů) v Magnézii, kde šířil po mnoho let slovo Evangelia. Když se roznely zvěsti o tom, že šíří křesťanství, prokonzul Lucian a vojenský velitel Lucius svatého Charalamba zatkli a přivedli ke zkoušce, během které vyznal Krista a odmítl sloužit modlám. 
Přes svůj pokročilý věk byl nemilosrdně mučen. Do kůže mu ryli háky a seškrábali všechnu kůži z těla. Svatý řekl svým mučitelům jedinou větu: Děkuji vám bratři, že mi ničíte staré tělo a obnovujete mou duši pro nový a věčný život. Podle tradice, když viděli jeho vytrvalost při tomto mučení, dva vojáci, Porphyrius a Baptus tím byli tak zasaženi, že vyznali Krista, za což byli ihned sťati. Tři ženy, které viděly Charalambovo mučení, také začaly chválit Krista a za to umučeny. Lucius, rozzuřen, že mučedník odolává statečně mučení a neumírá, vzal sám do ruky mučící nástroje a chtěl začít Charalamba mučit, ale znenadání mu upadla paže jako uťata mečem. Správce Lucian pak plivl svatému do tváře, ale jeho hlava se otočila nazad o 180°. Když viděli, co se děje, Lucian a Lucius začali prosit o milost, Charalambos oba uzdravil a oni se pak stali křesťany.
Další mučení musel podstoupit, když byl po těchto událostech přiveden k samotnému Septimovi Severovi. Odsouzen k smrti a veden na místo popravy Charalambos zvedl své ruce k nebi a modlil se za všechny lidi: Pane, Ty víš, že lidi jsou jen maso a krev; odpusť jim jejich hříchy a vylij svou milost na všechny. Když dokončil modlitbu, svatý odevzdal duši Bohu, ještě dříve než se meč kata dotkl jeho krku. Podle tradice pak Severova dcera Gallina byla smrtí svatého tak zasažena, že se stala křesťankou a osobně pohřbila Charalamba.

### Porfýrij, Baptus a tři ženy
Porfýrij byl císařským katem, který konvertoval je křesťanství. Spolu se svatým Baptem a třemi ženami byl za svou víru zabit v Magnesii. Jsou uváděni spolu se svatým Charalambem.

## Hymny
V pravoslavné tradici se zpívají následující hymny na oslavu svatého:
Tropar, hlas 4.
Vyvolený sloupe Církve Kristovy, / nehasnoucí lampo veškerenstva, / Charalambe přemoudrý a blažený, / světu zazářil jsi mučednictvím svým / a rozehnal modlářská mračna démonů. / Proto jsi zastáncem naším u Krista, // pros za spásu naši!
Kondak, hlas 8.
Důstojným stav se blahodati biskupské, / přejasně Církev zkrášlil jsi božským svým strádáním, / jež s odvahou a radostí přijal jsi za Krista, / ctihodná lampo, do všech končin světa zářící, // ó slavný Charalambe, nepřemožitelný!
Velebení
Velebíme tě, / světiteli mučedníče Charalambe, / a ctíme svatou tvou památku, / neboť za nás modlitby vznášíš / ke Kristu, Bohu našemu.

## Uctívání
Lebka svatého Charalamba je uchovávána v monastýru svatého Štěpána na Meteoře. Jeho ostatkům, které jsou uloženy na mnoha místech po celém světě, zejména v Řecku, je připisováno mnoho zázraků. Svatý, označovaný za nejstaršího z mučedníků, je ctěn pro množství zázraků, které činí.
Svátek svatého Charalamba se slaví 10. února, s výjimkou let, kdy svátek připadne na Zádušní sobotu před Velkým postem, nebo na Čisté pondělí, v těchto letech se slaví 9. února

## Ikonografie
V řecké ikonografii je Charalambos zobrazován jako kněz, v ruské jako biskup.